# Équipe de France de football en 1922
Chronologie
Saison précédente Saison suivante
L'équipe de France joue quatre matches en 1922 pour trois défaites et une victoire. 
Contre l'Espagne, Chayrigues, Cottenet et Jourda ont été suspendus pour n'avoir pas répondu à la convocation de la FFFA. Les conditions de préparation du match ne furent pas idéales. Après une nuit en train, les joueurs arrivèrent au stade en camion bâché et ne firent connaissance que dans les vestiaires 20 minutes avant le coup d'envoi.
Le match amical perdu 7-0 le 11 juin à Oslo contre la Norvège n'est pas officiellement reconnu par la FFF.
Le 10 juillet Jean Rigal a remplacé Maurice Wuillaume au Comité de Sélection.
L'équipe de France fit une tournée en Norvège, en juin 1922, avec une formation expérimentale comportant neuf néo-internationaux (dont Roger Ébrard, survivant de la finale de la Coupe de France de 1918). Elle sera battue deux fois, le 6 juin à Stavanger (2-3) et le 11 juin à Oslo (0-7). Le second match était originellement conclu comme match international A et considéré comme tel par les Norvégiens. Il se déroula en présence du roi Haakon VII de Norvège, des ambassadeurs des deux pays, des représentants des deux fédérations, dont Henri Delaunay pour la France. Mais pour des raisons qu'on ignore, la F.F.F.A. demanda ensuite à la fédération norvégienne l'annulation du caractère officiel de ce match qui ne compte pas pour une sélection A.
L'équipe était composée de 
- Émile Friess A.S. Strasbourg
- Fernand Thirion C.A. Vitry
- Grégoire Berg Red Star Strasbourg
- Robert Coat Association sportive brestoise
- Georges Moulène CA Paris
- Clément Bungert A.S. Messine
- Albert Lerouge R.C. Roubaix
- Gérard Isbecque R.C. Roubaix
- Emile Bourdin Stade Rennais
- Marcel Fauchet U.S. Servannaise
- Roger Ébrard U.S. Servannaise
- Raymond Dubly Capitaine R.C. Roubaix

## Les matchs
| Date            | Stade                                  | Adversaire | Score | Comp | Buteurs français              |
| 15 janvier 1922 | Stade Yves du Manoir Colombes, France  | Belgique   | V 2-1 | A    | Darques (50e), Dewaquez (63e) |
| 30 avril 1922   | Stade Sainte-Germaine Bordeaux, France | Espagne    | D 0-4 | A    |                               |
| 6 juin 1922     | Stavanger, Norvège                     | Norvège    | D 3-2 | A    |                               |
| 11 juin 1922    | Stade Graesbannen Oslo, Norvège        | Norvège    | D 7-0 | A    |                               |

A : match amical.

## Les joueurs
| Joueurs                                                          |    |    |
| Gardiens de but                                                  |    |    |
| Émile Friess (AS Strasbourg) (uniques sélections)                | 90 | 90 |
| Défenseurs                                                       |    |    |
| Marcel Vanco (CA Paris) (dernières sélections)                   | 90 | 90 |
| Édouard Baumann (Racing club de France) (4esélection)            | 90 |    |
| Grégoire Berg (Red Star Strasbourg) (1reet dernière sélection)   |    | 90 |
| Milieux                                                          |    |    |
| François Hugues (Olympique de Paris)                             | 90 | 90 |
| Maurice Gravelines (Olympique lillois) (2det dernière sélection) | 90 |    |
| Albert Courquin (Olympique lillois) (1reet dernière sélection)   | 90 |    |
| Philippe Bonnardel (Red Star Club) (8esélection)                 |    | 90 |
| Marcel Domergue (CASG Paris) (1resélection)                      |    | 90 |
| Attaquants                                                       |    |    |
| Jules Dewaquez (Olympique de Paris)                              | 90 | 90 |
| Raymond Dubly (RC Roubaix)                                       | 90 | 90 |
| Paul Nicolas (Red Star Club)                                     | 90 | 90 |
| Robert Accard (Havre AC) (1resélection)                          | 90 |    |
| Louis Darques (Olympique de Paris) (5esélection)                 | 90 |    |
| Jean Boyer (VGA Médoc) (4esélection)                             |    | 90 |
| André Ryssen (Olympique lillois) (1reet dernière sélection)      |    | 90 |